# جيم روذرفورد (لاعب كرة قاعدة)
جيم روذرفورد (بالإنجليزية: Jim Rutherford)‏ هو لاعب كرة قاعدة أمريكي، ولد في 26 سبتمبر 1886 في ستيلووتر في الولايات المتحدة، وتوفي في 18 سبتمبر 1956 في ليكوود في الولايات المتحدة.

## وصلات خارجية
- جيم روذرفورد على موقعبيزبول رفرنس.كوم (الدوري الرئيسي) (الإنجليزية)
- جيم روذرفورد على موقعبيزبول رفرنس.كوم (الدوري الثانوي) (الإنجليزية)